# Giambattista Giuliani
Jacopo Giuliani, più noto col nome secolare di Giambattista Giuliani (Canelli, 4 giugno 1818 – Firenze, 11 gennaio 1884), è stato un filologo, linguista e storico della letteratura italiano.
Padre somasco, è considerato fra i principali dantisti del XIX secolo.

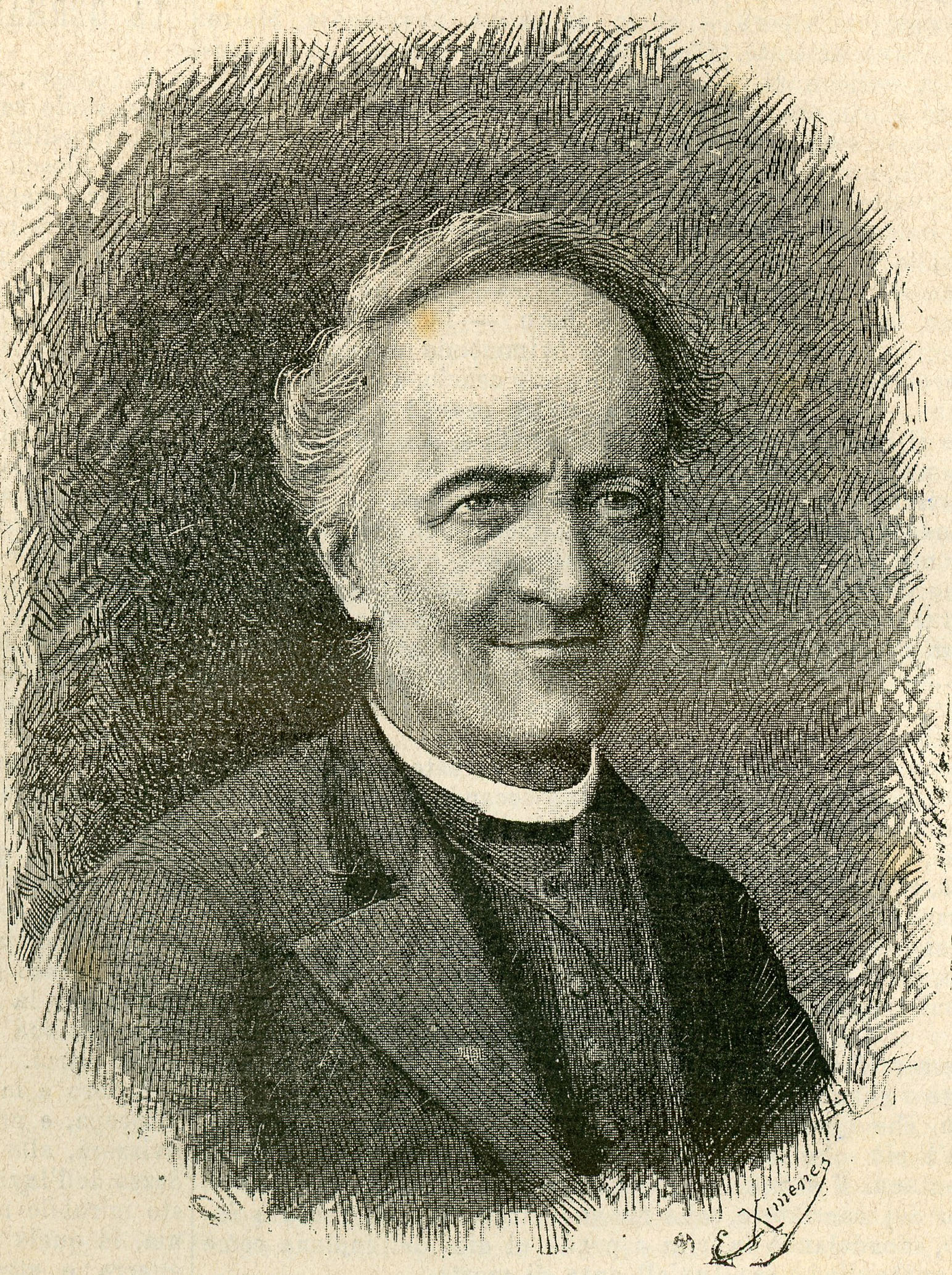
Giambattista Giuliani

## Biografia
Entrato, diciottenne, fra i Chierici regolari di Somasca, Giuliani insegnò filosofia prima a Roma, nel Collegio Clementino, poi a Lugano, in un liceo-collegio. A seguito di vicende legate alla sua salute, che lo costrinsero a lasciare l'insegnamento e la città lacuale svizzera, viaggiò per l'Italia, fermandosi a Napoli, dove fu accolto nell'Accademia Pontaniana. 
Ristabilitosi, fu poi a Genova, nel cui ateneo resse, tra il 1847 e il 1859, prima la cattedra di filosofia morale, poi quella di sacra eloquenza. Con la fondazione dell'Istituto di Studi Superiori di Firenze, dove nel frattempo si era trasferito, tenne dal 1860 sino alla morte la cattedra dantesca. È in questo contesto che si dedicò principalmente alla ristampa con commenti delle opere di Dante - che fece introdurre sempre dal titolo «Dante spiegato con Dante» - in chiave più divulgativa che scientifica e quindi con esiti non sempre soddisfacenti dal punto di vista critico e filologico. Proprio lo slogan Dante spiegato con Dante rappresentava la sintesi del suo progetto-programma, quello cioè di stabilire un Nuovo commento da applicare alle opere del poeta fiorentino sulla base di quanto lo stesso Alighieri aveva scritto a Cangrande della Scala, che perseguì lungamente, a partire dalla fine degli anni quaranta, attraverso diversi scritti, compendiati in particolare nel volume Metodo di commentare la Commedia di Dante, edito da Le Monnier nel 1861. Dedicò l'ultima parte della sua vita a ricerche linguistiche sulla lingua toscana, partecipando al dibattito sulla questione della lingua.
È stato socio dell'Accademia delle Scienze di Torino e dell'Accademia della Crusca. Prima di morire donò al comune di Firenze volumi e cimeli dell'Alighieri che sarebbero serviti per la biblioteca della Società Dantesca Italiana e per l'allestimento della casa di Dante. Morì a Firenze l'11 gennaio 1884 nella sua abitazione di piazza Indipendenza; fu tumulato nel cimitero monumentale della Ven. Arciconfraternita della Misericordia di Firenze, il camposanto di Pinti. Alcuni carteggi di Giuliani sono conservati dalla Biblioteca Nazionale Centrale di Firenze.

## Opere principali

### Dantesca

#### Carteggi
- con Alessandro Manzoni: Lettera sul trattato De vulgari eloquentia di Dante, Tip. Fava e Garignani, 1868.
- con Michelangelo Caetani, in Carteggio dantesco del Duca di Sermoneta..., Hoepli, Milano 1883, pp. 47-91.
- Carteggio dantesco, a cura di Niccola Gabiani, Societa Subalpina di Storia Patria, Torino 1921.

#### Commenti
- Dante spiegato con Dante:
Commenti alla Divina Commedia, Tip. Nazionale, Firenze 1854.
Canto V dell'Inferno, estratto dalla «Nuova Antologia» del nov. 1866.
Canto XIII dell'Inferno, s.e. 1868.
Il canto del conte Ugolino, estratto da «Rivista urbinate», luglio 1868.
La Vita Nuova e il Canzoniere, Le Monnier, Firenze 1868.
Canti XI, XII e XIII dell'Inferno, estratto da «Memorie della R. Accademia di scienze, lettere ed arti in Modena», 1869, t. X.
La Commedia, Le Monnier, Firenze 1880 (rist. 1884 e 1902).
- a Il Convito, Le Monnier, Firenze 1874.
- a Le opere latine, vol. I e vol. II, Le Monnier, Firenze 1878-1882.

#### Discorsi
- Della riverenza che Dante Allighieri portò alla somma autorità pontificia, Tip. Veladini, Lugano 1844.
- Della riverenza di Dante Allighieri al pontificato di Roma e del veltro allegorico della Divina Comedia, Tip. Ferrando, Genova 1848.
- Delle benemerenze di Dante verso l'Italia e la civiltà, Tip. Galileiana, Firenze 1860.
- Per conclusione delle lezioni sulla Divina Commedia, estratto da «La Giovenutù», 1863, vol. IV.
- Nel solenne scoprimento della statua consacrata in Firenze a Dante Allighieri il 14 maggio 1865, Le Monnier, Firenze 1865.
- Nella solenne deposizione delle ritrovate ossa di Dante nell'antico loro sepolcro, Genova 1865.
- Dante e il vivente linguaggio toscano, Stamp. Reale, Firenze 1872.

#### Saggi metodologici
- Saggio di un nuovo commento della Commedia di Dante Allighieri, F.lli Pagano, Genova 1846.
- Secondo saggio di un nuovo comento della Commedia di Dante Allighieri, Tip. Sordomuti, Genova 1846.
- Dante spiegato con Dante ossia proposta e saggio di un nuovo comento della Comedia di Dante Allighieri, in Alcune prose, Sambolino, Savona 1851, pp. 147-345.
- Del metodo di commentare la Divina Commedia. Epistola di Dante a Cangrande della Scala, Sambolino, Savona 1856
- Metodo di commentare la Commedia di Dante Alighieri, Le Monnier, Firenze 1861 (rifatto col titolo Dante spiegato con Dante. Metodo di commentare la Divina Commedia, Torino 1881).
- Le varianti al testo della Divina Commedia, a cura di Giuseppe Rigutini, Tip. del Vocabolario, Firenze 1880.
- Dell'attinenze della Vita Nuova di Dante Allighieri col Convito e colla Divina Commedia e dell'obbligo di escludere dalla Vita Nuova qualsiasi interpretazione allegorica e ogni dubbio sulla realtà di Beatrice, estratto dalla «Rassegna Nazionale», V (1883), vol. XV.

### Linguistica
- Sul moderno linguaggio della Toscana, Tip. Scolastica, Torino 1858 (II ed. 1860, col titolo Sul vivente linguaggio della Toscana, ripreso nelle successive, fra le quali: Firenze 1865 (III ed.), Firenze 1871 (nuova ed.) e Firenze 1873 (rist. III ed. con agg.))
- Ad Alessandro Manzoni. Lettera sul trattato De vulgari eloquentia di Dante, Tip. Fava e Garignani, Bologna 1868.
- Dell'unità della lingua e de' mezzi per diffonderla. Lettera a Terenzio Mamiani, Tip. dell'Opinione, Firenze 1868.
- Delizie del parlare Toscano: lettere e ricreazioni, voll. 2, Le Monnier, Firenze 1880 (II ed. 1912: vol. I e vol. II).

### Prose diverse
- Carlo Alberto e Italia, Tip. Garbiglia, Asti 1849.
- Alcune prose, Sambolino, Savona 1851
- L'Eva novella. Orazione panegirica, Sambolino, Savona 1856.
- Arte, patria e religione. Prose, Le Monnier, Firenze 1870.
- Pensieri ed affetti intimi. Diario, Le Monnier, Firenze 1884 (nuova ed. con agg. Treves, Milano 1889).

## Onorificenze
- Cittadino onorario di Firenze
- Cavaliere dell'Ordine Civile di Savoia